# Karl Raloff

Karl Raloff

Karl Raloff (* 4. Juni 1899 in Altona; † 22. September 1976 in Lübeck-Travemünde) (Pseudonym Karl Ehrlich) war ein deutscher Politiker (SPD).

## Leben und Wirken

### Leben im Kaiserreich (1899 bis 1919)
Raloff wurde 1899 als Sohn des Arbeiters Heinrich Raloff im Altonaer Stadtteil Ottensen geboren. Außer ihm hatten die Eltern noch fünf weitere Söhne: Heinrich, Friedrich, Max, Georg und Gottlieb Raloff. Das Familienleben war stark vom sozialdemokratischen Engagement der Eltern geprägt. Hieran anknüpfend wurde Raloff bereits als Jugendlicher in der sozialistischen Jugendbewegung tätig. Außerdem wurde er Mitglied des Arbeitersportvereins Fichte in Eimsbüttel.
Raloff besuchte die Volksschule in Hamburg, die er als Klassenbester verließ. Im März 1914 begann er eine Kontoristenlehre im Anwaltsbüro eines SPD-Mitgliedes in Altona. Zeitgleich besuchte er die Kaufmännische Fortbildungsschule. Im November 1915 fand Raloff eine Anstellung bei der Ortskrankenkasse der Buchbinder in Hamburg.
Ab 1917 nahm Raloff als Soldat an der Ost- und Westfront am Ersten Weltkrieg teil. Im selben Jahr trat Raloff in die Sozialdemokratische Partei Deutschlands (SPD) ein. Nach der Novemberrevolution von 1918 gehörte Raloff einem Arbeiter- und Soldatenrat an.

### Weimarer Republik (1919 bis 1933)
Nach seiner Schulentlassung hatte sich Raloff in der sozialistischen Jugendbewegung engagiert und war ab 1916 – als Obmann der „Abteilung Eimsbüttel I“ – in deren Hamburger Vorstand. Nebenbei besuchte er in dieser Zeit öffentliche Vorlesungen des damaligen Hamburgischen Kolonialinstituts, des Vorläufers der Universität der Hansestadt. Darüber hinaus schloss er sich dem Zentralverband der Angestellten an.
Im Mai 1919 begann Raloff seine Laufbahn als Redakteur bei der sozialdemokratischen Presse. In den folgenden Jahren schrieb er für SPD-Zeitungen in Neubrandenburg, wo er für den Volkswillen schrieb, und im Rheinland, wo er für die Trierer Volkswacht (1920) und den Nahetal-Boten in Oberstein-Idar (1922) schrieb.
Vom 28. bis 30. August 1920 nahm Raloff an der ersten Reichskonferenz der Arbeiterjugend in Weimar teil. Dort lernte er Erich Ollenhauer, Karl Höltermann, Walter Kolb, Franz Osterroth und Emil R. Müller kennen, die in den folgenden Jahren und Jahrzehnten seine engen politischen Weggefährten wurden. 1925 heiratete Raloff Müllers Tochter Grete. 1921/22 reiste Raloff zur Teilnahme an einem Winterkursus der Internationalen Volksschule in Helsingör nach Dänemark. Dort schloss er freundschaftliche Beziehungen zu mehreren jungen dänischen Sozialdemokraten, die sich zehn Jahre später, als er als Emigrant nach Dänemark kam, als überlebenswichtig erwiesen. Zu den Freunden die Raloff zu dieser Zeit gewann zählten unter anderem Hans Hedtoft.
Am 1. November 1922 wurde Karl Raloff verantwortlicher politischer Redakteur bei der Volksstimme in Saarbrücken. Zwei Tage nach Veröffentlichung der Notverordnung zur Aufrechterhaltung der Ordnung und Sicherheit im Saargebiet am 11. März 1923 wurde er von der französischen Regierungskommission für das Saargebiet aus diesem ausgewiesen. Er siedelte nun nach Hannover über, wo er in die dortige Redaktion des Volkswillen eintrat. Am 1. Juli 1923 wurde er zweiter Lokalredakteur, 1928 verantwortlicher politischer Redakteur der Zeitung. Ein Jahr später, 1924, gründete Raloff die Ortsgruppe des Reichsbanners Schwarz-Rot-Gold in Hannover, deren Vorsitz er auch übernahm. Außerdem wurde er stellvertretender Gauvorsitzender des Reichsbanners in der Provinz Hannover. 1925 wurde er in den Vorstand der Hannoverschen SPD gewählt, dem er bis 1933 angehörte. Zugleich übernahm er den Vorsitz des örtlichen Bildungsausschusses seiner Partei.
1928 verfehlte Raloff gleich zweimal knapp den Einzug in verschiedene Parlamente: Im Mai scheiterte er im Wahlkreis Süd-Hannover mit seiner Kandidatur für einen Platz im Preußischen Landtag und im September verpasste er den Einzug in den Reichstag als SPD-Kandidat im Wahlkreis Südhannover-Braunschweig.
Im Juli 1932 wurde Raloff als Kandidat der SPD für den Wahlkreis 16 (Südhannover-Braunschweig) in den Reichstag gewählt, dem er in der Folge bis zum Juni 1933 angehörte. In der SPD-Reichstagsfraktion galt Raloff als Anhänger von Kurt Schumacher und Carlo Mierendorff.
1932 wurde Raloff Vorsitzender des Ortsverbandes der Eisernen Front.

### Zeit des Nationalsozialismus (1933 bis 1945)
Im März 1933 nahm Raloff als Abgeordneter an der Abstimmung über das Ermächtigungsgesetz teil, das zusammen mit der Reichstagsbrandverordnung vom Februar 1933 die Grundlage für die Errichtung der nationalsozialistischen Diktatur bildete. Raloff war einer von nur 94 Abgeordneten, die gegen das Gesetz stimmten, das mit einer Mehrheit von 444 Stimmen angenommen wurde.
Unmittelbar nach dieser Abstimmung musste er zunächst in Deutschland untertauchen.

#### Als Emigrant in Dänemark (1933 bis 1940)
Im August 1933 erhielt Raloff auf Anraten von Vertrauenspersonen in der politischen Polizei in Hannover den Hinweis, dass er nach wie vor bedroht sei. Sein Freund Willy Jesse verhalf ihm Ende Monats zur Flucht nach Dänemark, wo er sich in Kopenhagen niederließ. Im Dezember desselben Jahres konnte seine Familie ihm dorthin folgen.
In Kopenhagen wurde Raloff anfangs durch das Matteotti-Komitee und die dänische Gewerkschaft der Handels- und Kontorangestellten materiell unterstützt.
Von Mai 1936 bis April 1940 war Raloff als Archivar in der Arbejderbevägelsens bibliotek og arkiv (ABA) tätig. Als Archivar erledigte er dort im Auftrag der Auslands-SPD (Sopade) die Sichtung und Ordnung der nach Kopenhagen gelangten Teile des ehemaligen Berliner SPD-Archivs. 1938 übergab er diese an das Amsterdamer Internationale Institut für Sozialgeschichte. Als Mitarbeiter der SPD-Presse beteiligte Raloff sich außerdem an der Redaktion der Deutschland-Berichte.
Im Auftrag der Sozialdemokratischen Partei Dänemarks verfasste er zwei Broschüren gegen den Nationalsozialismus. Zum einen die 1933 veröffentlichte Schrift Fra Ebert til Hitler (Von Ebert bis Hitler), später To års Nazistyre (Zwei Jahre Naziregime), eine 1935 publizierte Bestandsaufnahme der ersten beiden Jahre der NS-Herrschaft. Um seine in Deutschland zurückgebliebenen Angehörigen vor Repressalien zu schützen, ließ Raloff beide Arbeiten unter dem Pseudonym Karl Ehrlich veröffentlichen.
1937 kam das Buch Kamp uden våben (Kampf ohne Waffen) auf den Markt, das Raloff – erneut unter dem Pseudonym Karl Ehrlich – zusammen mit den Dänen Niels Lendberg und Gammelgård Jacobsen verfasst hatte und das beim renommierten Verlag Levin & Munksgård erschien. Raloff steuerte zu diesem Band je ein Kapitel über den Ruhrkampf von 1923 und über den Kapp-Putsch von 1920 bei. Daneben schrieb Raloff zu dieser Zeit zahlreiche Artikel für sozialdemokratische Zeitungen, besonders für das Hauptorgan der dänischen Sozialdemokraten Social-Demokraten. Weitere Beiträge erschienen in der Monatschrift Socialisten und in Gewerkschaftsblättern wie Arbejderen.
Als anonymer „deutscher politischer Flüchtling“ hielt Raloff in den 1930er Jahren eine lange Reihe von Vorträgen über die Verhältnisse im nationalsozialistischen Deutschland. Einige Beobachter meinten, dass Raloffs „Funktionärsstil“ und der Eindruck ein „starrer Ideologe“ zu sein, den er erweckte, dem Erfolg seiner Versuche zur Einflussnahme nicht immer zuträglich waren.
1938 wurde Raloff in Deutschland ausgebürgert. Er war fortan staatenlos.
Im Frühjahr 1940 stellte Raloff sein letztes in Dänemark veröffentlichtes Buch fertig, die im Rahmen seiner Archivartätigkeit entstandene Festschrift Lager – og Pakhusarbejdernes gennem 50 år, in der er die Geschichte der dänischen Lagerarbeiterbewegung schilderte. Fritz Bauer war ein Freund von Karl Raloff und hat der Familie in dieser Zeit geholfen.

#### Als Emigrant in Schweden (1940 bis 1945)
Im April 1940, nach dem deutschen Einmarsch in Dänemark, floh Raloff zusammen mit Henry Prien, Fritz Tarnow und Hans Reinowski nach Schweden. Die vier erreichten die schwedische Küste am 16. April auf einem kleinen Ruderboot.
In Schweden wurde Raloff zunächst bis zum Juni als Flüchtling in Loka Brunn in Mittel-Schweden interniert, wo er Sprecher des sozialdemokratischen Lagerkomitees wurde. Anschließend kam er nach Kinna in Westgotland, wo er seinen Lebensunterhalt als Sprachlehrer für den lokalen Arbeiterbildungsausschuss und als Kontorist eines Papierwaren-Grossisten verdiente.
Von 1942 bis 1944 lebte er auf Öland. Im August 1943 erhielt er eine Aufenthaltsgenehmigung für ganz Schweden, so dass er sich fortan frei bewegen konnte. Die schwedische Hauptstadt Stockholm besuchte er erstmals im Herbst 1943. Zu dieser Zeit nahm er auch seine eifrige publizistische Aktivität der früheren Jahre wieder auf.
Daneben verfolgte Raloff als kritischer Kommentator den Aufbau der Internationalen Gruppe demokratischer Sozialisten in Schweden. Außerdem stand er in engem Briefkontakt mit verschiedenen führenden Sozialdemokraten wie seinem Freund Erich Ollenhauer.
Am 2. und 3. Dezember 1944 nahm er an der 1. Landeskonferenz der deutschen Sozialdemokraten in Schweden teil auf der er unter dem Titel „Das kommende Deutschland und die Friedensgestaltung“ das politische Hauptreferat hielt.

### Leben in Dänemark (1945 bis 1965)
Im Oktober 1945 kehrte Raloff nach Dänemark zurück. Dort wurde er nach fünfeinhalb Jahren der Trennung wieder mit seiner Familie vereint. In den nächsten beiden Jahren widmete er sich der Betreuung von Flüchtlingen aus den ehemaligen deutschen Ostgebieten. 1946 übernahm er die Leitung der Kulturabteilung des Flüchtlingslagers Kløvermarken.
Nach seiner Rückkehr von einer Deutschlandreise 1946 lehnte Raloff das Angebot ab, Redakteur und Lizentiat der Frankfurter Rundschau zu werden. Er begründete diese Entscheidung mit seiner Ablehnung des Gemeinschaftszeitungs-Systems. Ein Jahr später, 1947, wurde Raloff Vertreter der Deutschen Presseagentur in Kopenhagen. In den folgenden vier Jahren berichtete er als Korrespondent aus der dänischen Hauptstadt. Umgekehrt informierte er die Dänen in Berichten für dänische Zeitungen über die jüngsten Entwicklungen in Deutschland.
Seit dem 1. Januar 1947 war Raloff als Nachfolger von Hans Reinowski in der Redaktion der Deutschen Nachrichten, einer von Deutschen geschriebenen und redigierten Zeitung, tätig. Diese Zeitung, die aus einer illegalen Exilantenzeitung hervorging, wurde von der dänischen Regierung finanziert und erreichte zuletzt eine Auflage von über 20.000 Exemplaren. Im Juni 1949 besuchte Raloff zum ersten Mal Norwegen.
Nach Errichtung der deutschen Gesandtschaft in Dänemark 1951 wurde Raloff als Attaché in den Stab der Gesandtschaft übernommen. Am 18. Juni 1951 wurde ihm die deutsche Staatsbürgerschaft wieder verliehen. Die Einbürgerungsurkunde wurde vom Regierungspräsidenten in Hannover unterschrieben. Als das deutsche Generalkonsulat in Kopenhagen im Januar 1952 zu einer Botschaft aufgewertet wurde, erhielt Raloff den Posten des Presseattachés. Neben seiner Tätigkeit im Konsulat bereiste Raloff erneut das Land, um sich in Vorträgen an die Bevölkerung zu wenden, der er die Probleme des neuen Deutschlands nahezubringen versuchte. Außerdem war er Mitglied im Vorstand des Vereins der Auslandspresse und der Deutsch-Dänischen Gesellschaft. Als er am 1. Juli 1965 in den Ruhestand trat, stieß dies in der dänischen Presse auf lebhafte Resonanz.

### Letzte Jahre (1965 bis 1976)
Nach seiner Pensionierung 1965 behielt Raloff seinen Wohnsitz in Kopenhagen bei. Er starb 1977 während eines Kuraufenthaltes in Travemünde.
Heute erinnert eine Gedenktafel am Gebäude der deutschen Botschaft in Dänemark an ihn.
Raloffs Nachlass wurde Ende der 1970er Jahre von seiner Witwe an das Archiv der sozialen Demokratie (AdsD) übergeben. Er umfasst Material aus den Jahren 1913 bis 1977 und besitzt einen Umfang von 1,7 laufenden Regalmetern. Inhaltlich finden sich in ihm biographisch und persönliche Unterlagen, Korrespondenzen und Manuskripte für Publikationen des Nachlassers. Hinzu kommen Probeexemplare der von ihm verfassten Broschüren und eine Sammlung mit Zeitungs- und Zeitschriftenaufsätzen.

## Schriften
- Fra Ebert til Hitler, Kopenhagen 1933.
- 2 aars nazistyre, Kopenhagen 1935.
- Kamp uden vaaben, Kopenhagen 1937.
- Et bevaeget liv, Kopenhagen 1969.
- Ein bewegtes Leben. Vom Kaiserreich zur Bundesrepublik. Eingeleitet und kommentiert von Herbert und Sibylle Obenaus, Hannover 1995. (Autobiographie; postum veröffentlicht)